# Tossal de Serra Morena
El Tossal de Serra Morena és una muntanya de 613 metres que es troba al municipi de Castellnou de Bages, a la comarca catalana del Bages.